# Éducation en langue française en Ontario

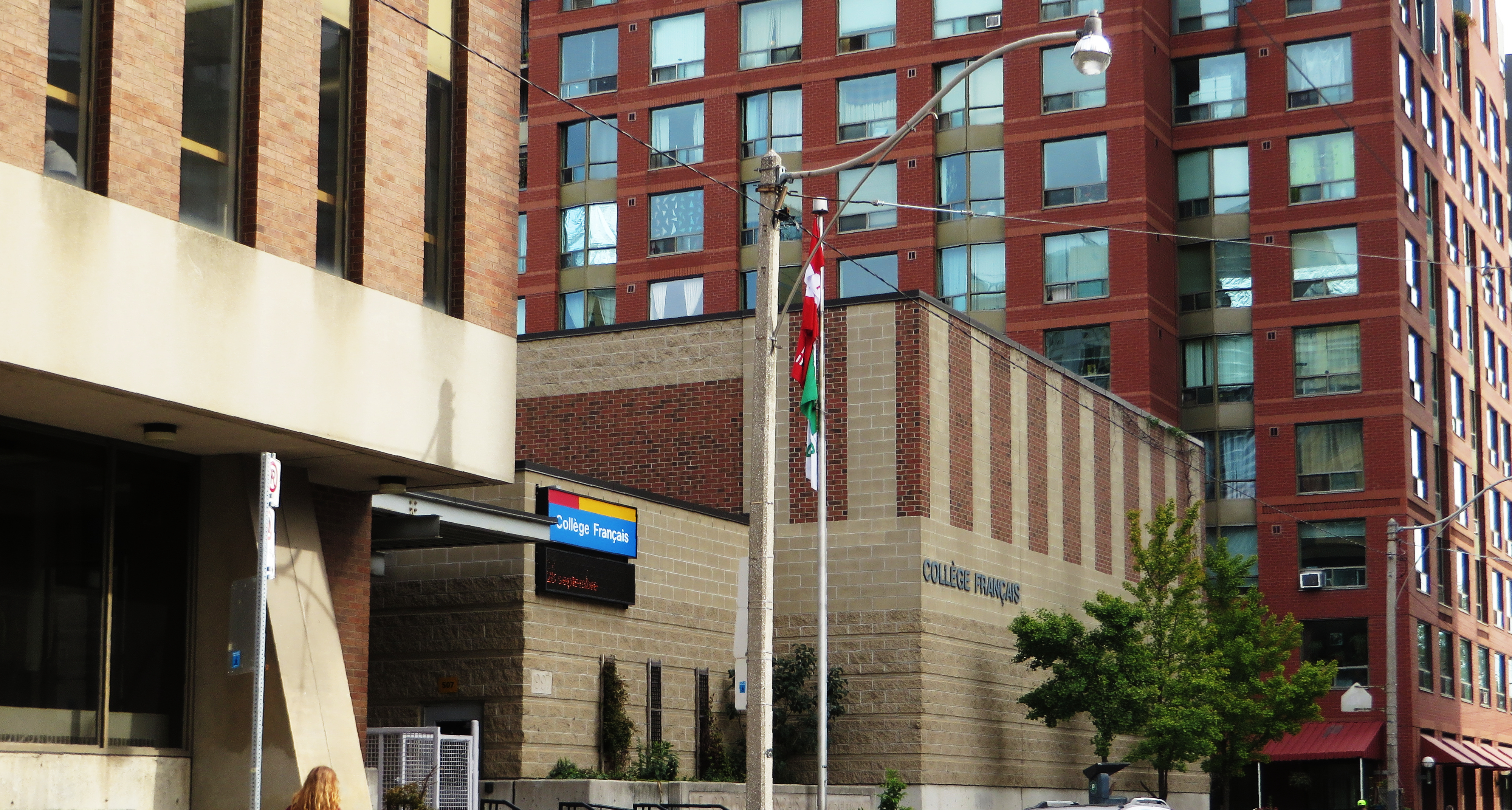
Collège francais à Toronto.

L'éducation en langue française en Ontario est un réseau complet d'écoles élémentaires et secondaires, de collèges et d’universités, qui offre un éventail de programmes et de services en français de la petite enfance à l’âge adulte pour la communauté franco-ontarienne et l'ensemble des immigrants francophones s'installant en Ontario au Canada.

## Historique
L'histoire francophone en Ontario débuta dès qu'Étienne Brûlé se mêla aux Amérindiens Hurons. L'éducation, avant l'époque des écoles institutionalisées, était surtout faite de manière orale et par des missionnaires. Les conteurs furent très populaires pour transmettre les connaissances de génération en génération. Même aujourd'hui, cette forme d'expression fait encore partie de la culture populaire de l'Ontario français. Radio-Canada Ontario publia des contes pendant ses pauses publicitaires.
Dans les dernières décennies du XIXe siècle, le gouvernement majoritairement anglophone de l'Ontario, impose des mesures coercitives visant à obliger les élèves franco-ontariens à apprendre l'anglais. 
Au début du XXe siècle, les autorités gouvernementales ontariennes adoptent en 1912, le "Règlement XVII"  qui impose la langue anglaise comme l'unique langue d'enseignement des écoles fréquentées par les élèves franco-ontariens. Les Franco-ontariens dénoncent cette politique assimilatrice. Le Règlement XVII sera combattu car il est une entrave au développement des écoles franco-ontariennes. Les autorités anglophones ontariennes éditent alors le "Règlement XVIII" qui menacent de représailles les instituteurs et l'ensemble des enseignants récalcitrants de suspension et de renvoie définitif de l'institution scolaire. Ces menaces concernent également l'ensemble des Conseils d'école ainsi que les enfants scolarisés. Le mécontentement populaire entraîna des désertions d'élèves par leurs parents le jour de la venue des inspecteurs des écoles chargés de contrôler la mise en place de ces dispositions draconiennes et coercitives.
En 1925, le député franco-ontarien Aurélien Bélanger prononça un discours à la Législature de l'Ontario dénonçant la situation des écoles franco-ontariennes. À la suite de ce discours, le Premier ministre conservateur Howard Ferguson mit en place une commission d'enquête sur l'enseignement dans le réseau des écoles franco-ontariennes. La Commission Scott-Merchant-Côté permit de mettre un terme à la guerre scolaire contre les écoles francophones.

## Organisation
Depuis la création de conseils scolaires de langue française en Ontario, les franco-ontariens et francophones de la province ont un choix d'écoles se distinguant surtout sur la base religieuse/laïque.  
Son vaste réseau d’écoles élémentaires et secondaires, de collèges et d’universités (www.elfontario.ca) offre une gamme de programmes et de services en français d'une qualité exceptionnelle. Accueillant les tout-petits dès l'âge de 4 ans, les écoles de langue française proposent des programmes de la maternelle et du jardin, gratuitement et à temps plein.  Les deux systèmes provinciaux d'écoles de langue française ont des critères d'admission en vertu de l'article 23 de la Charte canadienne des droits et libertés. En plus des critères de langue, les écoles catholiques romaines ont des critères d'admission selon le paragraphe 93 de la Constitution canadienne. 
- 12 conseils scolaires répartis à l’échelle de la province ;
- plus de 200 services de garde logés dans les écoles;
- plus de 330 écoles élémentaires et 90 écoles secondaires;
- environ 12 000 employées et employés au service de 90 000 élèves;
- 12 établissements postsecondaires de langue française et bilingues comptant plus de 21 000 étudiantes et étudiants.

En plus d’offrir une éducation en français, on enseigne l’anglais comme dans les écoles anglaises, et ce, de l'élémentaire jusqu’à la 12e année. En obtenant leur diplôme d’études secondaires d’une école de langue française, les élèves ont plus de chances
d’être admis dans le programme ou domaine d’études de leur choix. De plus, ils peuvent postuler autant auprès d’établissements de langue française ou anglaise que d’institutions bilingues. Nos élèves, nos étudiantes et nos étudiants peuvent ainsi acquérir un bilinguisme de haut niveau leur
permettant d’accéder à un avenir des plus prometteurs au sein de notre province et bien au-delà de ses frontières.

### Conseils publics
Les conseils publics (qui n'enseignent pas de religion dominante) ont quatre conseils scolaires:  
- Conseil scolaire Viamonde
- Conseil scolaire public du Grand-Nord de l'Ontario
- Conseil scolaire public du Nord-Est de l'Ontario
- Conseil des écoles publiques de l'Est de l'Ontario

### Conseils catholiques
Les conseils catholiques (qui sont subventionnés par le gouvernement mais sont basés sur un enseignement catholique) ont huit conseils scolaires:  
- Conseil scolaire catholique de district des Grandes-Rivières
- Conseil scolaire catholique du Nouvel-Ontario
- Conseil scolaire catholique Franco-Nord
- Conseil scolaire de district catholique des Aurores Boréales
- Conseil scolaire catholique Providence (Autrefois Conseil scolaire de district des écoles catholiques du Sud-Ouest)
- Conseil scolaire de district catholique Centre-Sud
- Conseil des écoles catholiques de langue française du Centre-Est
- Conseil des écoles catholique du Centre-Est (CECCE).

## Qualité de l'apprentissage
L'Office de la qualité et de la responsabilité en éducation (OQRE) évalue les progrès des compétences en langue française et en mathématiques des élèves des écoles primaires et secondaires françaises en Ontario au moyen d'un suivi par tests en 3e, 6e et 9e ou 10e années. Entre 2008 et 2013, l'apprentissage en lecture et en écriture s'est notablement amélioré alors qu'en mathématiques, moins d'élèves progressent au point d'atteindre la norme. 